# Warm Beach
Warm Beach ist ein census-designated place (CDP) im Snohomish County im US-Bundesstaat Washington. Zum United States Census 2010 hatte Warm Beach 2.437 Einwohner. Auf der Basis des Pro-Kopf-Einkommens, eines der verlässlicheren Maßstäbe für Wohlstand, belegt Warm Beach den 66. Rang unter allen 522 verglichenen Gebieten im Staat Washington.
In Warm Beach befindet sich das Warm Beach Christian Camps and Conference Center, welches das jährlich stattfindende Lights of Christmas-Festival im Dezember veranstaltet.

## Geographie
Nach dem United States Census Bureau nimmt der CDP eine Gesamtfläche von 10,4 km² ein, wovon 10,1 km² Land- und der Rest (3,23 %) Wasserflächen sind.

## Demographie
| Jahr | Einwohner¹ |
| ---- | ---------- |
| 2000 | 2.040      |
| 2010 | 2.437      |

¹ 2000–2010: Volkszählungsergebnisse
Nach der Volkszählung von 2000 gab es in Warm Beach 2.040 Einwohner, 768 Haushalte und 595 Familien. Die Bevölkerungsdichte betrug 202 pro km². Es gab 866 Wohneinheiten bei einer mittleren Dichte von 85,7 pro km².
Die Bevölkerung bestand zu 95,74 % aus Weißen, zu 0,15 % aus Afroamerikanern, zu 0,64 % aus Indianern, zu 0,69 % aus Asiaten, zu 0,15 % aus Pazifik-Insulanern, zu 0,64 % aus anderen „Rassen“ und zu 2,01 % aus zwei oder mehr „Rassen“. Hispanics oder Latinos „jeglicher Rasse“ bildeten 1,52 % der Bevölkerung.
Von den 768 Haushalten beherbergten 33,3 % Kinder unter 18 Jahren, 68,8 % wurden von zusammen lebenden verheirateten Paaren, 5,9 % von alleinerziehenden Müttern geführt; 22,5 % waren Nicht-Familien. 17,1 % der Haushalte waren Singles und 5,9 % waren alleinstehende über 65-jährige Personen. Die durchschnittliche Haushaltsgröße betrug 2,66 und die durchschnittliche Familiengröße 2,97 Personen.
Der Median des Alters in der Stadt betrug 40 Jahre. 25,1 % der Einwohner waren unter 18, 6 % zwischen 18 und 24, 27,9 % zwischen 25 und 44, 26,7 % zwischen 45 und 64 und 14,3 65 Jahre oder älter. Auf 100 Frauen kamen 99,6 Männer, bei den über 18-Jährigen waren es 98,6 Männer auf 100 Frauen.
Alle Angaben zum mittleren Einkommen beziehen sich auf den Median. Das mittlere Haushaltseinkommen betrug 51.420 US$, in den Familien waren es 53.611 US$. Männer hatten ein mittleres Einkommen von 50.240 US$ gegenüber 28.482 US$ bei Frauen. Das Pro-Kopf-Einkommen betrug 26.783 US$. Etwa 4,1 % der Familien und 8,9 % der Gesamtbevölkerung lebte unterhalb der Armutsgrenze; das betraf 23,1 % der unter 18-Jährigen und keinen der über 65-Jährigen.